# Ґрабовська-Воля (Козеницький повіт)
Ґрабовська-Воля (пол. Grabowska Wola) — село в Польщі, у гміні Ґрабув-над-Пилицею Козеницького повіту Мазовецького воєводства.
Населення — 130 осіб (2011).
У 1975-1998 роках село належало до Радомського воєводства.

## Демографія
Демографічна структура станом на 31 березня 2011 року:
|          | Загалом | Допрацездатний вік | Працездатний вік | Постпрацездатний вік |
| -------- | ------- | ------------------ | ---------------- | -------------------- |
| Чоловіки | 74      | 13                 | 54               | 7                    |
| Жінки    | 56      | 13                 | 32               | 11                   |
| Разом    | 130     | 26                 | 86               | 18                   |